# 27A busz (Salgótarján)
A salgótarjáni 27A jelzésű autóbusz a Helyi Autóbusz-állomás - Somlyóbánya - Kórház - Fáy András körút - Kórház - Helyi Autóbusz-állomás útvonalon közlekedik. A járatokon szóló autóbuszok közlekednek. Menetideje 50 perc.

## Útvonala
| Helyi autóbusz-állomás felé: |
| --- |
| Helyi autóbusz-állomás – Rákóczi út – Forgách Antal út – Vasvári Pál út – Kazári út – Somlyói út – Csille köz – Somlyói út – Kazári út – Vasvári Pár út – Forgách Antal út – Rákóczi út – Füleki út – Móricz Zsigmond út – Kercseg út – Fáy András körút – Kercseg út – Móricz Zsigmond út – Füleki út – Rákóczi út – Helyi autóbusz-állomás |

## Megállóhelyei
| 27A (Helyi autóbusz-állomás → Salgóbánya → Fáy András körút → Kórház → Helyi autóbusz-állomás) |                                     | | |
| Perc (↓)                                                                                       | Megállóhely                         | Átszállási kapcsolatok | Fontosabb létesítmények                                                                                   |
| 0                                                                                              | Helyi autóbusz-állomás              | | Salgótarján-külső Helyi autóbusz-állomás                                                                  |
| 2                                                                                              | Külső pályaudvar bejárati út        | 1, 1U, 2A, 2T, 3C, 5, 6, 7, 7A, 7B, 7C, 8, 11, 11A, 11B, 13, 14, 19, 36, 46, 58, 63, 63S, 113                                          | Salgótarján-külső                                                                                         |
| 4                                                                                              | Tűzhelygyár alsó                    | 1, 1U, 2A, 2T, 3C, 5, 6, 7, 7A, 7B, 7C, 8, 11, 11A, 11B, 13, 14, 19, 36, 46, 58, 63, 63S, 113                                          | Tűzhelygyár                                                                                               |
| 5                                                                                              | Tűzhelygyár                         | 1, 1U, 2A, 2T, 3C, 5, 6, 7, 7A, 7B, 7C, 8, 11, 11A, 11B, 13, 14, 19, 36, 46, 58, 63, 63S, 113 1305, 3045, 3055, 3058, 3075, 3080, 3081 | Tűzhelygyár, Stromfeld Aurél Gépipari és Építőipari Szakközépiskola                                       |
| 6                                                                                              | ÉMÁSZ                               | 2A, 2T 3044 | ÉMÁSZ |
| 7                                                                                              | Forgách Antal út 55.                | 2A, 2T | |
| 9                                                                                              | Forgáchtelep, szövetkezeti italbolt | 2A, 2T 3044 | |
| 10                                                                                             | Forgáchtelep                        | 2A, 2T 3044 | |
| 11                                                                                             | Somlyó hegyalja                     | 2A, 2T | |
| 13                                                                                             | Somlyóbánya alsó                    | 2A, 2T | |
| 15                                                                                             | Somlyóbánya                         | 2A, 2T | |
| 17                                                                                             | Somlyóbánya alsó                    | 2A, 2T | |
| 18                                                                                             | Somlyó hegyalja                     | 2A, 2T | |
| 19                                                                                             | Forgáchtelep                        | 2A, 2T 3044 | |
| 20                                                                                             | Forgáchtelep, szövetkezeti italbolt | 2A, 2T 3044 | |
| 21                                                                                             | Forgách Antal út 55.                | 2A, 2T | |
| 22                                                                                             | ÉMÁSZ                               | 2A, 2T 3044 | ÉMÁSZ |
| 23                                                                                             | Megyeháza                           | 1, 1U, 3C, 5, 6, 7, 7A, 7B, 7C, 8, 11, 11A, 11B, 13, 14, 19, 36, 46, 58, 63, 63S, 113 1305, 3044, 3045, 3055, 3058, 3075, 3080, 3081   | Megyeháza                                                                                                 |
| 24                                                                                             | Bem út                              | 1, 3C, 5, 6, 7, 7A, 7B, 7C, 8, 11, 11A, 11B, 13, 14, 19, 36, 46, 58, 63, 63S                                                           | Városháza, Dornyay Béla Múzeum, Apolló Mozi                                                               |
| 26                                                                                             | Főtér                               | 1, 1U, 6, 7, 7A, 7B, 11, 11A, 11B, 13, 14, 19, 36, 46, 63, 63S, 113                                                                    | Salgótarján József Attila Művelődési és Konferencia Központ, Karancs Szálló, dr. Förster Kálmán Emlékpark |
| 28                                                                                             | Füleki úti Körforgalom              | 1, 1U, 6, 7, 7A, 7B, 11, 11A, 11B, 13, 14, 19, 36, 46, 63, 63S, 113 1347, 1349, 1352, 3015, 3022, 3024, 3030, 3034                     | |
| 30                                                                                             | Kórház                              | 6, 7, 7A, 7B, 11, 11A, 11B, 19, 36, 46, 61, 63, 63S, 113                                                                               | Szent Lázár Megyei Kórház                                                                                 |
| 32                                                                                             | Rendelőintézet                      | 6, 7, 7A, 7B, 11, 11A, 11B, 19, 36, 46, 61, 63, 63S, 113                                                                               | Rendelőintézet                                                                                            |
| 33                                                                                             | Losonci út 61.                      | 7, 7A, 7B, 7C | |
| 34                                                                                             | Fáy András krörút. 90.              | 7, 7A, 7B, 7C | |
| 35                                                                                             | Kiskörúti elágazó                   | 7, 7A, 7B, 7C | |
| 36                                                                                             | Fáy András körút. 20.               | 7, 7A, 7B, 7C | |
| 37                                                                                             | Kercseg út 35.                      | 7, 7A, 7B, 7C | |
| 38                                                                                             | Rendelőintézet                      | 6, 7, 7A, 7B, 11, 11A, 11B, 19, 36, 46, 61, 63, 63S, 113                                                                               | Rendelőintézet                                                                                            |
| 40                                                                                             | Kórház                              | 6, 7, 7A, 7B, 11, 11A, 11B, 19, 36, 46, 61, 63, 63S, 113                                                                               | Szent Lázár Megyei Kórház                                                                                 |
| 42                                                                                             | Füleki úti Körforgalom              | 1, 1U, 6, 7, 7A, 7B, 11, 11A, 11B, 13, 14, 19, 36, 46, 63, 63S, 113 1347, 1349, 1352, 3015, 3022, 3024, 3030, 3034                     | |
| 44                                                                                             | Főtér                               | 1, 1U, 6, 7, 7A, 7B, 11, 11A, 11B, 13, 14, 19, 36, 46, 63, 63S, 113                                                                    | Salgótarján József Attila Művelődési és Konferencia Központ, Karancs Szálló, dr. Förster Kálmán Emlékpark |
| 46                                                                                             | Megyeháza                           | 1, 1U, 3C, 5, 6, 7, 7A, 7B, 7C, 8, 11, 11A, 11B, 13, 14, 19, 36, 46, 58, 63, 63S, 113 1305, 3055, 3058, 3075, 3080, 3081               | Megyeháza                                                                                                 |
| 47                                                                                             | Tűzhelygyár                         | 1, 1U, 2A, 2T, 3C, 5, 6, 7, 7A, 7B, 7C, 8, 11, 11A, 11B, 13, 14, 19, 36, 46, 58, 63, 63S, 113 1305, 3055, 3058, 3075, 3080, 3081       | Tűzhelygyár, Stromfeld Aurél Gépipari és Építőipari Szakközépiskola                                       |
| 48                                                                                             | Tűzhelygyár alsó                    | 1, 1U, 2A, 2T, 3C, 5, 6, 7, 7A, 7B, 7C, 8, 11, 11A, 11B, 13, 14, 19, 36, 46, 58, 63, 63S, 113                                          | Tűzhelygyár                                                                                               |
| 49                                                                                             | Külső pályaudvar bejárati út        | 1, 1U, 2A, 2T, 3C, 5, 6, 7, 7A, 7B, 7C, 8, 11, 11A, 11B, 13, 14, 19, 36, 46, 58, 63, 63S, 113                                          | Salgótarján-külső                                                                                         |
| 50                                                                                             | Helyi autóbusz-állomás              | 1, 1U, 2A, 2T, 3, 3C, 4, 5, 6, 7, 7A, 7B, 7C, 8, 9, 11, 11A, 11B, 13, 14, 19, 36, 46, 58, 63, 63S, 113                                 | Salgótarján-külső Helyi autóbusz-állomás                                                                  |

## Közlekedés
A járat munkanap szabadnap és munkaszüneti nap is közlekedik. Munkanapokon a járat négyszer indul 7:05-kor, 10:20-kor, 14:10-kor és 20:40-kor indul szabad- és munkaszüneti napokon háromszor indul 4:55-kor, 7:40-kor és 20:40-kor.

## Külső hivatkozások
- Valós idejű utastájékoztatás Archiválva 2018. augusztus 21-i dátummal a Wayback Machine-ben